# إيغون بيدرسن
إيغون بيدرسن (بالدنماركية: Egon Pedersen)‏ هو مجدف دنماركي، ولد في 20 أبريل 1946 في كوبنهاغن في الدنمارك.

## وصلات خارجية
- إيغون بيدرسن على موقع الاتحاد الدولي للتجديف (الإنجليزية)
- إيغون بيدرسن على موقع اللجنة الأولمبية الدولية (الإنجليزية)
- إيغون بيدرسن على موقع أوليمبيديا (الإنجليزية)